# Головешкин, Виталий Викторович
Ви́талий Ви́кторович Голове́шкин (10 ноября 1989, Павлодар, СССР) — казахстанский футболист, полузащитник.

## Карьера
Воспитанник павлодарского футбола. В 2006 году дебютировал в фарм-клубе родного «Иртыша» в Первой лиге. А в 2008 сыграл свой первый матч в рамках чемпионата Казахстана за основную команду.
Летом 2012 года был арендован кокшетауским клубом «Окжетпес».
В феврале 2013 года пополнили состав «Атырау».

## Достижения
- Бронзовый призёр чемпионата Казахстана: 2008, 2010
- Бронзовый призёр Первой лиги Казахстана: 2013